# Ircila hecate
Ircila hecate is een vlinder uit de familie Castniidae. De soort komt voor in het Neotropisch gebied.